# Workday Canberra International 2025
Das Workday Canberra International 2025 war ein Tennisturnier der WTA Challenger Series 2025 für Damen und ein Tennisturnier der ATP Challenger Tour 2025 für Herren in Canberra. Die Turniere fanden parallel vom 30. Dezember 2024 bis 5. Januar 2025 statt.